# Операция «Гром»
Операция «Гром» — кодовое название операции, проведённой в СССР 6 октября 1961 года около 10 часов 15 минут по московскому времени (UTC+4) на ракетном полигоне Капустин Яр. Эта операция проводилась для изучения поражающих факторов высотного ядерного взрыва в интересах войск ПРО. Баллистическая ракета Р-5М доставила 40 кт ядерный заряд на высоту примерно 40 км, после чего он был подорван. Для изучения поражающих факторов взрыва были использованы четыре термостойких стальных контейнера с измерительной аппаратурой, которые крепились под специальными обтекателями к самой ракете с ядерным зарядом. Контейнеры имели сферическую форму и имели диаметр 500 мм, к ракете они крепились с помощью пирозамков, которые срабатывали по радиосигналу. После срабатывания пирозамков в заданное время, контейнеры отделялись от ракеты и вытягивали за собой стальные тросики, которые имели проволочные датчики через каждые 20 м длины троса. Так было определено расстояние контейнеров в момент ядерного взрыва, оно составило 140-150 м, а высота взрыва составила 41300 м. После взрыва, зарегистрировав все его параметры, контейнеры падали на землю.
Для проверки закономерности распространения гамма-излучения и нейтронов в условиях пониженной плотности воздуха были запущены две оборудованные зенитные ракеты 207АТ. Одна ракета запускалась через 10 с после запуска Р-5М с ядерным зарядом, другая через 20 с, и в момент взрыва они находились на расстоянии 40 км от эпицентра, и на высотах 31 км и 39 км соответственно.
Операция была проведена ровно через месяц после проведения операции «Гроза».